# Don’t You Dare
«Don’t You Dare» — песня британского исполнителя Тайо Круса. Песня появилась в Сети 21 июня 2014 года. Официальная обложка, похожая на обложку его сингла «Do What You Like», также появилась в Сети. Изначально песня предназначалась для его так и не выпущенного студийного альбома #Black, а также для выхода на радио 12 мая. Однако ни песня, ни альбом так и не были официально выпущены.

## Список композиций
| №  | Название         | Длительность |
| -- | ---------------- | ------------ |
| 1. | «Don't You Dare» |              |

## История выхода
| Регион         | Дата         | Формат           | Лейбл |
| -------------- | ------------ | ---------------- | ----- |
| Великобритания | 21 июля 2014 | Digital download |       |